# Zelleria sphenota
Zelleria sphenota is een vlinder uit de familie van de stippelmotten (Yponomeutidae). De wetenschappelijke naam van de soort werd in 1889 gepubliceerd door Edward Meyrick.